# Sonata Arctica
Sonata Arctica – fińska grupa muzyczna wykonująca power metal. Powstała w 1996 roku w Kemi pod nazwą Tricky Beans, rok później formacja przyjęła nazwę Tricky Means, a w 1999 roku Sonata Arctica.

## Muzycy

### Obecny skład zespołu
- Tony Kakko – wokal prowadzący (od 1996), instrumenty klawiszowe (1996–2001, 2003, od 2007)
- Elias Viljanen – gitara, wokal wspierający (od 2007)
- Pasi Kauppinen – gitara basowa (od 2013)
- Tommy Portimo – perkusja (od 1996)
- Henrik Klingenberg – instrumenty klawiszowe, wokal wspierający (od 2002)

### Byli członkowie zespołu
- Pentti Peura – gitara basowa, wokal wspierający (1996−1998)
- Janne Kivilahti – gitara basowa, wokal wspierający (1998−2000)
- Mikko Härkin – instrumenty klawiszowe, wokal wspierający (2000−2002)
- Jani Liimatainen – gitara, wokal wspierający (1996−2007)
- Marko Paasikoski – gitara basowa, wokal wspierający (2000-2013), gitara (1996–1997)

## Historia

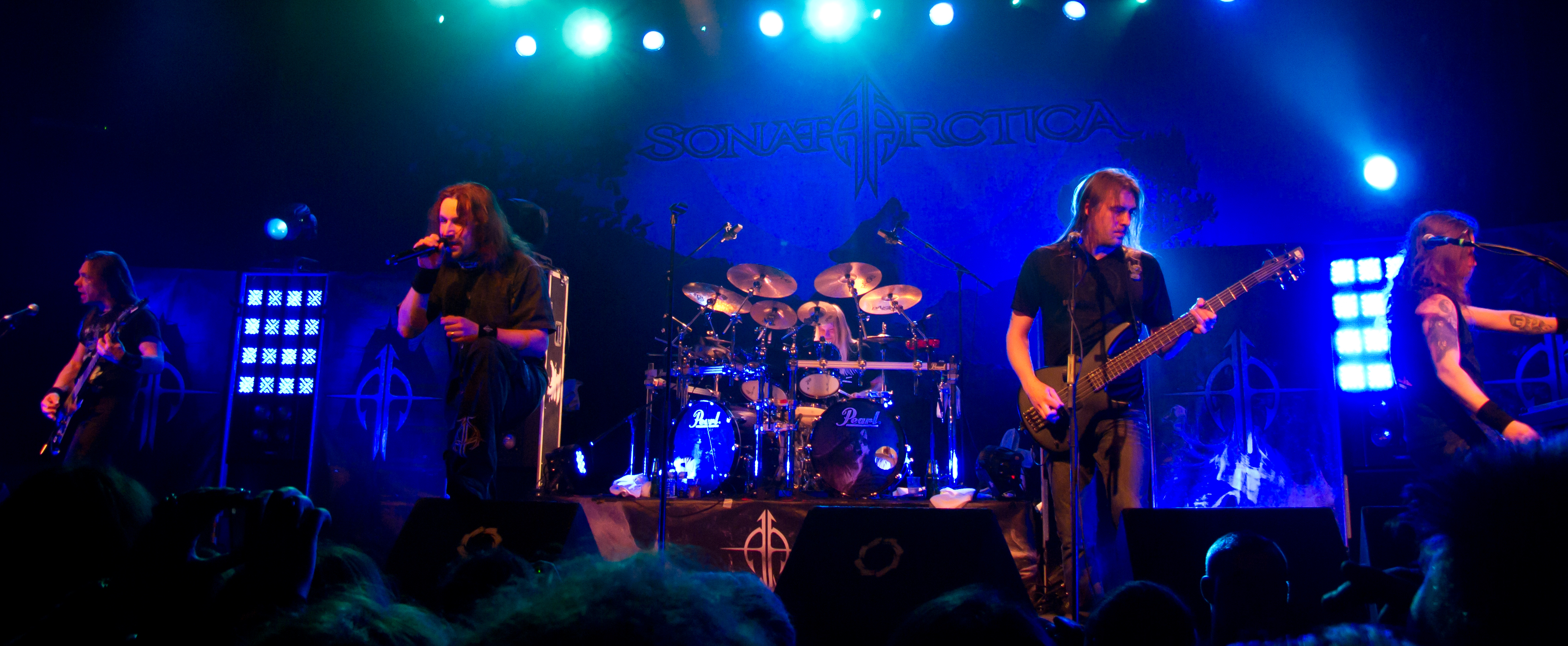
Sonata Arctica w 2011.

Sonata Arctica powstała w 1996 roku w Kemi w Finlandii. Na początku zespół nazywał się Tricky Beans. Pod tą nazwą wyprodukował trzy dema: Friend till the End, Agre Pamppers i PeaceMaker. Poza tym grupa dwa razy zagrała w telewizji. Po kilku zmianach personalnych nazwę zmieniono na Tricky Means.
W 1999 roku nagrali nowe demo FullMoon, które z pomocą Tico-Tico Studio otworzył zespołowi drogę do kariery już jako Sonata Arctica. Pierwszy singel – UnOpened został wydany latem 1999 roku. Jesienią wypuszczono do sprzedaży pierwszy album studyjny Ecliptica. Niedługo potem Sonata Arctica towarzyszyła jako support grupie Stratovarius na europejskim Tournée. Występy trwały dwa miesiące, a zespół zagrał około 30 koncertów w 10 krajach.
Dwa lata później w maju 2001 roku wydano pierwszy singel z drugiego albumu zespołu, Silence, zatytułowany Wolf & Raven. Album Silence otrzymał status złotej płyty – sprzedano 15 tysięcy egzemplarzy. Był to pierwszy sukces zespołu. Następnie wydano singel Last Drop Falls. Czwartego września 2001 roku w Tokio nagrano album na żywo wydany później jako Songs of Silence – Live In Tokyo.
Na trzecim studyjnym albumie grupy jako klawiszowiec udzielił się członek grupy Stratovarius Jens Johansson. Zagrał w 4 utworach, w pozostałych piosenkach na płycie jako klawiszowiec wystąpił wokalista zespołu Tony Kakko. Pierwszym singlem z albumu Winterheart’s Guild był Victoria’s Secret, który w pierwszym tygodniu sprzedaży wspiął się na 2 miejsce w oficjalnych fińskich notowaniach. W ciągu następnych dwóch tygodni znalazł się on na 1 miejscu, pozostawiając w tyle takich artystów jak Eminem, Negative i The Rasmus. Victoria’s Secret został najlepiej sprzedającym się singlem w historii grupy.
Kolejny sukces odniósł album Winterheart’s Guild, który w pierwszym tygodniu sprzedaży uplasował się na trzecim miejscu notowań pozostając w pierwszej dziesiątce przez 5 tygodni. Krążek w Finlandii rozszedł się w nakładzie ok. 14 000 egzemplarzy. W drugiej połowie 2003 roku wydano kolejny singel zatytułowany Broken.
W marcu 2004 roku perkusista zespołu, Tommy Portimo został ojcem, a zespół rozpoczął nagrywanie czwartego albumu studyjnego. Trzy miesiące później zespół zakończył pracę w studio. Album zatytułowany Reckoning Night trafił do sprzedaży na początku października. Pierwszy singel z płyty został wydany 23 sierpnia. Trafił on od razu na pierwsze miejsce fińskich notowań i pozostał w pierwszej dziesiątce przez sześć tygodni. Po wydaniu tego albumu muzycy otrzymali zaproszenie do wspólnego Europejskiego Tournée z zespołem Nightwish.
W roku 2005 wytwórnia Spinefarm Records (z którą Sonata współpracowała do 2003 roku) wydała na pożegnanie zespołu kompilację ich największych przebojów zatytułowaną „The End of This Chapter”. Po koncercie w Tokio w lutym 2005 roku zespół wydał rok później DVD, na którym znajdował się zapis tegoż koncertu. Tytuł DVD oraz CD, która była dołączona do filmu brzmiał „For the Sake of Revenge”.
Zelitan Games, firma zajmująca się produkcją gier, zapowiedziała w 2006 roku grę cRPG bazującą na muzyce Sonaty. Będzie się ona nazywać „Winterheart’s Guild”. Nazwa pochodzi od tytułu trzeciego albumu Finów. Pracę nad grą zostały jednak zawieszone z nieokreślonych powodów. Na konferencji gier wideo w Lipsku w 2006, z klawiszowcem zespołu Henrikiem Klingenbergiem, jako jednym z grywalnych postaci.
W maju 2007 roku zespół wydał swój kolejny studyjny album zatytułowany Unia (co po fińsku znaczy „marzenia”). Utwory znajdujące się na krążku są mroczniejsze od poprzednich piosenek Sonaty. Ich styl poszedł również bardziej w stronę tzw. progpoweru (progressive metal połączony z power metalem). We wrześniu 2007 roku zespół opuścił gitarzysta Jani Liimatainen. Zastąpił go Elias Viljanen.
Dwa i pół roku po premierze albumu Unia Sonata wydała swój kolejny album studyjny – The Days of Grays. Znalazły się na nim w sumie 22 utwory (12 w wersji podstawowej albumu + 3 utwory dodatkowe + 7 wersji orkiestralnych zamieszczonych na osobnej płycie). Wraz z nowym albumem pojawiły się dwa promujące single – „The Last Amazing Grays” oraz „Flag in the Ground”. Teledysk do utworu „Flag in the Ground” został nakręcony we Wrocławiu przez polską wytwórnię – Grupa 13.
11 listopada 2011 zespół wydał album koncertowy Live in Finland zawierający nagrania koncertowe z koncertu w Oulu oraz Sonata Arctica Open Air w Kemi. W maju 2012 został wydany kolejny, siódmy album studyjny, zatytułowany Stones Grow Her Name. Jako single z tego albumu ukazały się utwory I Have a Right oraz Shitload Of Money, oba z dostępną wersją limitowaną (500 sztuk) z autografami wszystkich członków zespołu.
26 sierpnia 2013 po zakończeniu trasy koncertowej „Stones Grow Her Name” z zespołu odszedł basista Marko Paasikoski. Jego miejsce zajął Pasi Kauppinen.

## Dyskografia

### Albumy studyjne
| 1999                           | Ecliptica - Data: 4 września 1999 - Wydawca: Spinefarm Records         | 18 | –  | –  | –  | –  | –   | –  | 57  | - FIN: złota płyta |
| 2001                           | Silence - Data: 16 lipca 2001 - Wydawca: Spinefarm Records             | 3  | –  | –  | –  | –  | –   | –  | 16  | - FIN: złota płyta |
| 2003                           | Winterheart’s Guild - Data: 17 marca 2003 - Wydawca: Spinefarm Records | 3  | 88 | –  | –  | –  | 63  | –  | 19  | - FIN: złota płyta |
| 2004                           | Reckoning Night - Data: 11 października 2004 - Wydawca: Nuclear Blast  | 2  | 77 | 57 | –  | 85 | 132 | –  | 17  | - FIN: złota płyta |
| 2007                           | Unia - Data: 25 maja 2007 - Wydawca: Nuclear Blast                     | 1  | 35 | 27 | 62 | 40 | 101 | –  | 23  | - FIN: złota płyta |
| 2009                           | The Days of Grays - Data: 18 września 2009 - Wydawca: Nuclear Blast    | 2  | 24 | 31 | 52 | 26 | 41  | 50 | 40  | - FIN: złota płyta |
| 2012                           | Stones Grow Her Name - Data: 18 maja 2012 - Wydawca: Nuclear Blast     | 1  | 24 | 37 | 29 | 21 | 74  | 74 | 44  | - FIN: złota płyta |
| 2014                           | Pariah’s Child - Data: 28 marca 2014 - Wydawca: Nuclear Blast          | 1  | 31 | 50 | 30 | 13 | 74  | 52 | 103 |                    |
| 2016                           | The Ninth Hour - Data: 7 października 2016 - Wydawca: Nuclear Blast    | 2  | 22 | 60 | 43 | 18 | 96  | –  | 55  |                    |
| 2019                           | Talviyö - Data: 6 Września 2019 - Wydawca: Nuclear Blast               | 2  | 26 | 14 | 54 | 22 | 133 | –  | 69  |                    |
| 2022                           | Acoustic Adventures – Volume One                                       |    |    |    |    |    |     |    |     |                    |
| 2022                           | Acoustic Adventures – Volume Two                                       |    |    |    |    |    |     |    |     |                    |
| 2024                           | Clear Cold Beyond                                                      |    |    |    |    |    |     |    |     |                    |
| „—” pozycja nie była notowana. |                                                                        |    |    |    |    |    |     |    |     |                    |

### Albumy koncertowe
| 2002                           | Songs of Silence – Live In Tokyo - Data: 1 lipca 2002 - Wydawca: Spinefarm Records | 22 | 62  |                    |
| 2006                           | For the Sake of Revenge - Data: 28 kwietnia 2006 - Wydawca: Nuclear Blast          | 25 | —   | - FIN: złota płyta |
| 2011                           | Live in Finland - Data: 11 listopada 2011 - Wydawca: Nuclear Blast                 | 20 | 142 |                    |
| „—” pozycja nie była notowana. |                                                                                    |    |     |                    |

### Minialbumy
| 2000                           | Successor - Data: 18 października 2000 - Wydawca: Spinefarm Records | 80 |
| 2001                           | Orientation - Data: 22 lutego 2001 - Wydawca: Spinefarm Records     | –  |
| 2003                           | Takatalvi - Data: 5 listopada 2003 - Wydawca: Spinefarm Records     | –  |
| 2004                           | Don’t Say a Word - Data: 30 sierpnia 2004 - Wydawca: Nuclear Blast  | –  |
| „—” pozycja nie była notowana. |                                                                     |    |

### Kompilacje
| 2005                           | The End of This Chapter - Data: 24 sierpnia 2005 - Wydawca: Marquee Records      | –  | 44 |                    |
| 2006                           | The Collection 1999–2006 - Data: 15 listopada 2006 - Wydawca: Spinefarm Records  | 16 | –  | - FIN: złota płyta |
| 2018                           | The Harvests (2007-2017) - Data: 25 Lipca 2018 - Wydawca: AVALON (MICP-90110)    | –  | –  |                    |
| 2022                           | Acoustic Adventures – Volume One - Data: 21 Stycznia 2022 - Wydawca: Atomic Fire | 5  | –  |                    |
| 2022                           | Acoustic Adventures – Volume Two - Data: 30 Września 2022 - Wydawca: Atomic Fire | 25 | –  |                    |
| „—” pozycja nie była notowana. |                                                                                  |    |    |                    |

### Single
| 1999                           | UnOpened               | 16 | –  | –   | Ecliptica                |
| 2001                           | Wolf & Raven           | 3  | –  | –   | Silence                  |
| 2001                           | Last Drop Falls        | 3  | –  | –   | Silence                  |
| 2003                           | Victoria’s Secret      | 1  | –  | –   | Winterheart’s Guild      |
| 2003                           | Broken                 | 3  | –  | –   | Winterheart’s Guild      |
| 2004                           | Don't Say a Word       | 1  | 25 | 68  | Reckoning Night          |
| 2004                           | My Selene              | –  | –  | –   | Reckoning Night          |
| 2005                           | Shamandalie            | 3  | –  | –   | Reckoning Night          |
| 2006                           | Replica 2006           | 1  | –  | –   | The Collection 1999–2006 |
| 2007                           | Paid in Full           | 1  | –  | 128 | Unia                     |
| 2009                           | The Last Amazing Grays | 3  | –  | –   | The Days of Grays        |
| 2009                           | Flag in the Ground     | –  | –  | –   | The Days of Grays        |
| 2012                           | I Have a Right         | –  | –  | –   | Stones Grow Her Name     |
| 2012                           | Shitload of Money      | –  | –  | —   | Stones Grow Her Name     |
| 2013                           | Alone in Heaven        | –  | –  | —   | Stones Grow Her Name     |
| 2014                           | The Wolves Die Young   | –  | –  | —   | Pariah’s Child           |
| 2014                           | Cloud Factory          | –  | –  | —   | Pariah’s Child           |
| 2014                           | Love                   | –  | –  | —   | Pariah’s Child           |
| „—” pozycja nie była notowana. |                        |    |    |     |                          |

### Inne
| Rok  | Tytuł                                                                     |
| ---- | ------------------------------------------------------------------------- |
| 1996 | Friend 'till the End (demo) - Data: 1996 - Wydawca: brak (wydanie własne) |
| 1996 | Agre Pamppers (demo) - Data: 1996 - Wydawca: brak (wydanie własne)        |
| 1996 | PeaceMaker (demo) - Data: 1996 - Wydawca: brak (wydanie własne)           |
| 1999 | FullMoon (demo) - Data: 1999 - Wydawca: brak (wydanie własne)             |

## Teledyski
| Rok  | Tytuł                  | Reżyseria                      | Album                | Źródło |
| ---- | ---------------------- | ------------------------------ | -------------------- | ------ |
| 2001 | „Wolf & Raven"         | Santtu Siippainen              | Silence              | [ 17 ] |
| 2007 | „Don't Say A Word"     | Ed Grain                       | Reckoning Night      | [ 17 ] |
| 2007 | „Paid In Full"         | —                              | Unia                 | [ 17 ] |
| 2009 | „Flag In The Ground"   | Dariusz Szermanowicz, Grupa 13 | The Days Of Grays    | [ 17 ] |
| 2012 | „I Have A Right"       | Tuukka Temonen                 | Stones Grow Her Name | [ 17 ] |
| 2012 | „Shitload Of Money"    | Tuukka Temonen                 | Stones Grow Her Name | [ 17 ] |
| 2013 | „Alone in Heaven"      | Tuukka Temonen                 | Stones Grow Her Name | [ 17 ] |
| 2014 | „The Wolves Die Young" | Patric Ullaeus                 | Pariah’s Child       | [ 17 ] |